# William Kepler Santa Rosa
William Kepler Santa Rosa, mais conhecido como Esquerdinha (Belém, 1 de março de 1924 — Rio de Janeiro, 5 de setembro de 2014), foi um ex-futebolista brasileiro que atuou como atacante, ídolo do Flamengo na década de 1950.
Atuou em 277 partidas pelo Rubro-Negro, e marcou 110 gols.

## Títulos
Flamengo
- Troféu Cezar Aboud: 1948
- Taça Fernando Loreti Junior: 1948
- Troféu Embaixada Brasileira na Guatemala: 1949
- Troféu El Comite Nacional Olímpico da Guatemala: 1949
- Taça Cidade de Ilhéus: 1950
- Copa Elfsborg: 1951
- Torneio Quadrangular de Lima: 1952
- Troféu Cidade de Arequipa: 1952
- Torneio Tringular de Curitiba: 1953
- Torneio Quadrangular da Argentina: 1953
- Torneio Internacional do Rio de Janeiro: 1954,1955
- Campeonato Carioca de Aspirantes: 1955
- Torneio Início: 1951, 1952
- Campeonato Carioca: 1953, 1954 e 1955